# Wolfram Beyer (Kameramann)
Wolfram Beyer ist ein deutscher Kameramann.

## Leben
Beyer drehte ab den 1970er Jahren für die DEFA. Unter anderem war er für die Kameraarbeit mehrere Folgen der Fernsehreihe Polizeiruf 110 verantwortlich. Nach der Wende arbeitete er auch an mehreren Tatort-Folgen, zumeist unter der Regie von Matti Geschonneck.
Zwischen 1999 und 2013 filmte Beyer 123 Folgen der Krankenhaus-Serie In aller Freundschaft.

## Filmografie (Auswahl)
- 1978: Der Fall Brian O’Hara (Fernsehfilm)
- 1979: Alaska-Kids großer Coup (Fernsehfilm)
- 1979: Das Komplott (Fernsehfilm)
- 1979: Menschenfreunde (Fernsehfilm)
- 1980–1990: Der Staatsanwalt hat das Wort (Fernsehreihe, 8 Episoden)
- 1980: Die Vorladung (Fernsehfilm)
- 1981: Morgen werde ich einen Sombrero tragen (Fernsehfilm)
- 1982: Der Teufelskreis (Fernsehfilm)
- 1983: Robert in Berlin (Fernsehfilm)
- 1984: Flieger (Fernsehfilm)
- 1984: Polizeiruf 110: Das vergessene Labor (Fernsehfilm)
- 1985: Polizeiruf 110: Laß mich nicht im Stich (Fernsehfilm)
- 1986: Kalter Engel (Fernsehfilm)
- 1987: Polizeiruf 110: Im Kreis (Fernsehfilm)
- 1987: Polizeiruf 110: Unheil aus der Flasche (Fernsehfilm)
- 1988: Polizeiruf 110: Flüssige Waffe (Fernsehfilm)
- 1988: Passage (Fernsehfilm)
- 1989: Prinz Friedrich von Homburg (Fernsehfilm)
- 1989: Der Mantel des Ketzers (Fernsehfilm)
- 1990: Die Ritter der Tafelrunde (Fernsehfilm)
- 1990: Polizeiruf 110: Falscher Jasmin (Fernsehfilm)
- 1991: Vaněk-Trilogie (Fernsehfilm)
- 1991: Engel mit einem Flügel (Fernsehfilm)
- 1992: Die Brut der schönen Seele (Fernsehfilm)
- 1993: Fraktur (Fernsehfilm)
- 1993: Tatort: Berlin – beste Lage (Fernsehfilm)
- 1993: Tatort: Tod einer alten Frau (Fernsehfilm)
- 1994: Der gute Merbach (Fernsehfilm)
- 1994: Tatort: Die Sache Baryschna (Fernsehfilm)
- 1994: Tatort: Geschlossene Akten (Fernsehfilm)
- 1995: Der Mörder und sein Kind (Fernsehfilm)
- 1996: Polizeiruf 110: Der schlanke Tod (Fernsehfilm)
- 1996: Bruder Esel (Fernsehserie, 4 Episoden)
- 1996–1997: Alarm für Cobra 11 – Die Autobahnpolizei (Fernsehserie, 3 Episoden)
- 1997: Polizeiruf 110: Die falsche Sonja (Fernsehfilm)
- 1998: Polizeiruf 110: Todsicher (Fernsehfilm)
- 1999: Tatort: Auf dem Kriegspfad (Fernsehfilm)
- 1999–2013: In aller Freundschaft (Fernsehserie, 123 Episoden)
- 2000–2001: Die Rettungsflieger (Fernsehserie, 10 Episoden)
- 2002: Um Himmels Willen (Fernsehserie, 4 Episoden)
- 2002: Polizeiruf 110: Der Spieler (Fernsehfilm)
- 2003: Stubbe – Von Fall zu Fall: Tödlicher Schulweg
- 2003: Wunschkinder und andere Zufälle (Fernsehfilm)
- 2005: Glück auf halber Treppe (Fernsehfilm)
- 2012: Heiter bis tödlich: Akte Ex (Fernsehserie, 1 Episode)